# Эрреро, Чус
Хесус Мария Эрреро Гомес (исп. Jesús María Herrero Gómez), более известный под своим именем Чус Эрреро (исп. Chus Herrero; 10 февраля 1984, Сарагоса, Испания) — испанский футболист, защитник клуба «Альбасете».

## Клубная карьера
Чус начал свою карьеру в «Университете Сарагосы» в сезоне 2003/04. За «Университет» сыграл 22 матча и забил два гола. В 2004 году перешёл в «Реал Сарагосу». Пробиться в основной состав получилось в 2005 году, провёл за клуб 47 матчей. В составе дубля сыграл в 59 матчах и два раза забивал.
В июле 2009 он перешёл в «Картахену, за которую сыграл в 79 матчах и забил 2 гола
В 2012 подписал контракт с «Жирона, отыграл за этот клуб 38 матча. В июле 2014, Чус переходит в «Реал Вальядолид»